# Комплекс Александровской барачной больницы
Комплекс Александровской барачной больницы — памятник архитектуры. Расположен в Санкт-Петербурге, современный адрес зданий — Миргородская улица, 3 (территория современной Боткинской инфекционной больницы). В охраняемый комплекс входят ворота, жилой дом для персонала, два одноэтажных лечебных корпуса, административный корпус с приёмным покоем, прозекторская, аптека и лаборатория, хирургический корпус, два изолятора и три павильона летучих инфекций (детский и два взрослых).
Изначально больница павильонной системы из деревянных бараков была открыта в 1882 году. В 1926 году был проведён конкурс на модернизацию и принят совместный проект А. И. Гегелло, Д. Л. Кричевского и Григория Симонова. Дальнейшее проектирование осуществлял Гегелло в сотрудничестве с профессором Г. А. Ивашенцовым и прочими специалистами, комплекс в стиле конструктивизма был построен в 1927—1930 годах.
В плане 1927 года предполагалось сохранить павильонную организацию больницы, создать функциональное зонирование, дифференцировать потоки движения, выделить административную, жилую и хозяйственную части, построить клубный и учебный корпуса. План был реализован наполовину, остальные здания были отремонтированы. Двухэтажные павильоны должны были равномерно расположиться по сторонам от главной аллеи. Больница продолжала работать, замена старых зданий на новые шла постепенно. Конструктивистские здания комплекса сочетали прямоугольные формы, округлые выступы, зрительно объединённые по горизонтали окна.
У здания прозекторской два симметричных прямоугольных крыла, стоящих под углом; на стыке расположен скруглённый вестибюль, на концах — треугольные террасы и балконы. На противоположной от улицы стороне в центральном объёме сделан опоясанный двумя глухими полосами стеклянный цилиндр с железобетонной основой из 10 столбов с ребристыми перекрытиями. Столбы между окнами были окрашены в тёмный цвет под дневной тон окон для создания иллюзии сплошного остекления, этот же приём был использован на стенах крыльев.
В глубине участка стоят два изолятора, первый из которых начали строить в 1928 году из железобетона и изначально с плоской крышей. Акцентом в нём был клин лестничной клетки.
Рядом с углом квартала расположены три павильона летучих инфекций, два их которых построены в конце 1930-х годов и обладают размытыми чертами конструктивизма.
Хирургический корпус расположен в дальней части участка, а непосредственно на Миргородской улице стоит трёхэтажное здание администрации с приёмным отделением.
В конце 2019 года отмечалось крайне неудовлетворительное состояние зданий больницы. В 2022 году были отреставрированы ворота 1882 года, построенные по проекту Доримедонта Соколова.